# Siteswap
Siteswap (también llamado Quantum Juggling por el inventor y la notación Cambridge en el Reino Unido) es una notación que se utiliza para describir los patrones de malabarismo. Codifica el número de tiempos de cada lanzamiento, que se relaciona con su altura, y la mano a la que el tiro se debe hacer. Es una herramienta muy valiosa para determinar qué combinaciones de tiros son patrones de malabarismo válidos para un número determinado de objetos. No describe los movimientos del cuerpo, como detrás de la espalda y debajo de la pierna. La notación fue inventado por Paul Klimek en Santa Cruz, California en 1981, y más tarde desarrollado por Bruce "Boppo" Tiemann y Bengt Magnusson en Instituto de Tecnología de California en 1985, y por Mike Day, Colin Wright, y Adam Chalcraft en Cambridge, Inglaterra en 1985 (de ahí viene el nombre alternativo).

## Vainilla
Su forma más simple , a veces llamado siteswap vainilla, sólo describe los patrones cuyos tiros alternan manos y en el que una pelota es lanzada a la vez. Si fuéramos a ver a alguien desde arriba , haciendo malabares mientras camina hacia adelante, podríamos ver algo así como el diagrama de la derecha, que a veces se llama diagrama de espacio-tiempo o diagrama de escalera. 
Podemos describir este patrón indicando cuántos tiros hay hasta que la bola es lanzada de nuevo. Por ejemplo, en el primer lanzamiento en el diagrama, la bola de color púrpura se lanza al aire por la mano derecha , luego la bola azul, la bola verde, la bola verde de nuevo, y la bola azul de nuevo y, finalmente, la bola de color púrpura es atrapada y arrojada por la mano izquierda en el quinto tiro, esto le da al primer tiro una cuenta de 5. Terminamos con una secuencia de números que indican la altura de cada tiro a realizar. Con manos alternas, tiros impares envían la bola al otro lado, y tiros pares envían la bola a la misma mano. Un 3 representa un lanzamiento con la mano contraria a la altura del tres-cascada básico; un 4 representa un tiro a la misma mano a la altura del cuatro-fuente, y así sucesivamente.
Hay tres tiros especiales: un 0 es una pausa con una mano vacía, un 1 es un pase rápido en línea recta hacia el otro lado, y un 2 es un paro momentáneo de un objeto. A lanzamientos con más de 9 de altura se dan letras comenzando con una a. El número de tiempos que una pelota está en el aire por lo general corresponde a lo alto que fue lanzada , por lo que muchas personas se refieren a los números como las alturas , pero esto no es técnicamente correcto , lo único que importa es el número de latidos en el aire, no cómo alta se tira . Por ejemplo , rebotando una pelota tarda más que un tiro en el aire a la misma altura , por lo que puede ser un valor siteswap más alto mientras que es un tiro bajo.
Cada patrón se repite después de un cierto número de lanzamientos, llamado el período del patrón. El patrón es el nombre del segmento más corto de repetición de la secuencia, por lo que el patrón del diagrama de la derecha es 53145305520 y tiene un período de 11. Si el periodo es un número impar, como éste, entonces cada vez que se repita la secuencia vas a empezar con la otra mano, y el diseño se dice que es simétrico, puesto que cada mano está haciendo la misma cosa (aunque en diferentes momentos). Si el periodo es un número par luego en cada repetición del patrón , cada parte hace lo mismo que lo que hizo por última vez y el patrón es posiblemente asimétrico , ya que cada parte podría estar haciendo algo diferente.
El número de bolas utilizadas para el patrón es el promedio de los números de tiro del patrón . Por ejemplo 441 es un patrón de tres objeto porque ( 4 + 4 + 1 ) / 3 es 3 el total de lanzamientos efectuados en el patrón, el cociente de este resultado nos indica para cuantas bolas será dicho patrón , y 86 es un patrón de siete objeto. Por consiguiente, todos los patrones deben tener una secuencia siteswap que los promedie a un entero. No todas estas secuencias describen los patrones , por ejemplo 543 tiene un número entero promedio 4, pero sus tres tiros llegan al mismo tiempo , chocando .
Algunos sostienen que una convención es en la que un siteswap se escribe con sus números más altos primero . Una desventaja de este modo es evidente en el patrón de 51414 , un patrón de 3 bolas que no se puede insertar en el medio de una cadena de 3 - lanzamientos , a diferencia de su rotación de 45141 que si se puede.

### Diagramas de estado
Justo después de lanzar una pelota ( o un maza u otro objeto para juegos de malabares ) , todas las bolas están en el aire y sólo están bajo la influencia de la gravedad. Asumiendo que coger las bolas es un nivel constante, entonces el momento en que las bolas llegan ya está determinado . Podemos marcar cada punto en el tiempo cuando la pelota llega con una x , y cada momento en el que todavía no existe una bola que haya de aterrizar con un - .  Esto describe el estado en que se encuentra y determina lo que se puede tirar al lado . Por ejemplo , podemos mirar el estado justo después de nuestro primer tiro en el diagrama , es xx--x . Podemos usar el estado para determinar qué puede ser lanzado para el próximo . Primero tomamos las x de la mano izquierda (que es la pelota que está aterrizando al lado ) y corremos todo lo demás para la izquierda llenando con un - a la derecha.  Esto nos deja con x--x- . Dado que cogimos una bola ( la x que quitamos de la izquierda) que no podemos " tirar " un 0 al lado . Tampoco podemos tirar un 1 o un 4 , porque ya hay bolas programados para aterrizar allí. Así que suponiendo que lo más alto que se puede lanzar con precisión una bola es una altura de 5 , entonces sólo podemos lanzar un 2 , 3, o 5 . En este diagrama, el malabarista lanzó un 3, por lo que un x va en el tercer puesto , en sustitución de la - , y tenemos x-xx- como el nuevo estado.
El diagrama de la izquierda muestra todos los estados posibles para alguien haciendo malabares con tres artículos y una altura máxima de 5 . De cada estado puede seguir las flechas y los números correspondientes darle el siteswap . Cualquier camino que le lleve de vuelta al mismo estado en el que comenzó es un siteswap válido, y todos siteswaps se pueden generar de esta manera. El esquema se hace mucho más grande muy rápido cuando más bolas o más tiros se introducen , ya que hay más estados posibles y más tiros posibles .
Otro método de representar estados de siteswap es tener la siguiente tirada de la derecha y leer a la izquierda (en lugar de la izquierda con el sistema derecho que se ha descrito anteriormente ), representan una pelota con un 1 en lugar de una x , y representan un punto donde no hay ninguna bola que haya de aterrizar con un 0 en lugar de un - . Entonces el Estado se puede representar con un número binario , como 10011 para el primer estado en el diagrama espacio-tiempo encima . Este método hace que sea mucho más fácil para representar más objetos o tiros más altos, ya que es menos complicado de crear.
La tabla de la derecha contiene la misma información que el diagrama de la izquierda. Para generar un siteswap, primero busque la fila de su estado de partida. Leer a través de la fila le dará los números posibles que puede lanzar y la columna le dará el estado resultante. Moviéndose así de un estado a otro hasta que se termina de vuelta en su estado inicial le dará un siteswap válido.

### Conexiones matemáticas
Patrones Vanilla siteswap pueden ser vistos como ciertos elementos de los grupos simétricos afines (el grupo afín de Weyl del tipo {\displaystyle {\tilde {A}}_{n}}). Una presentación de este grupo es como el conjunto de funciones biyectivas f en los números enteros tales que, para un n:  f(i + n) = f(i) + n para todos los números enteros i.  Si el elemento f satisface la condición adicional de que  f(i) = i para todo i, entonces f corresponde al (infinitamente repetido) patrón siteswap cuyo número iésimo es f(i) − i: es decir, la pelota lanzada en el tiempo i aterrizará en el instante f (i).  
Un subgrupo de estos patrones siteswap etiqueta de manera natural los estratos de la estratificación positroide del grasmaniano.

## Extensiones

### Multi-handed
La notación siteswap en su forma más simple ("siteswap Vanilla") supone que sólo una pelota es lanzada a la vez. De ello se desprende que cualquier siteswap válido de dos manos también será válido para cualquier número de manos, con la condición de que las manos tiran una después de la otra. Los siteswaps manos múltiples comúnmente utilizados son 1-handed (diábolo) siteswap , y 4-handed (passing)  siteswap. 
1-handed (diabolo) 
El siteswap se realiza con una sola mano, o con un reproductor de diábolo tirando diábolos a diferentes alturas.
4-handed 
Siteswap válidos pueden realizarse por un malabarista con 4 manos, o para 2 malabaristas de coordinación 4 manos, con la condición de que las manos tiran alternativamente.
En la práctica, esto se logra más fácilmente si los malabaristas lanzan por turnos, una secuencia siendo (mano derecha de malabarista A, mano derecha de malabarista B, mano izquierda de A, mano izquierda de B).

### Síncrono
La notación siteswap se puede ampliar para denotar patrones que contienen tiros sincronos de ambas manos. Los números para los dos tiros se combinan entre paréntesis y separados por una coma. Sólo los números pares están permitidos, así que lanzamientos que se mueven hacia el otro lado están marcadas por una x. Así, una ducha three-prop sincrónica se denota (4x,2x), es decir, por un lado lanza continuamente un tiro bajo o 'zip' a la mano opuesta, mientras que se hace continuamente un tiro superior a la primera. Las secuencias de pares entre corchetes se escriben sin delimitar marcadores.

### Multiplexación
Otra extensión permite al siteswap anotar los patrones que involucran múltiples tiros de cualquiera o ambas manos al mismo tiempo en un patrón multiplex. Los números para múltiples tiros de una sola mano se escriben juntos dentro de corchetes. Por ejemplo, [33] 33 es una cascada normal de 3-ball, con un par de pelotas siempre lanzadas al mismo tiempo.

### Pasando
Malabares simultáneos: la notación <xxx|yyy> significa un malabarista hace 'xxx', mientras que otro hace 'yyy'. 'P' se utiliza para representar un tiro que pasa. Por ejemplo, <3p 3 | 3p 3> es un 6 prop '2 count' patrón de pasado, donde todos los lanzamientos de la mano izquierda son pases y los lanzamientos de mano derecha son uno mismo. Esto también se puede utilizar con patrones sincrónicos; un dos persona 'ducha 'es entonces <(4xp, 2x) | (4xp, 2x)>
Si el patrón contiene fracciones, por ejemplo, <4,5 3 3 | 3 4 3.5> el malabarista después de la barra se supone que es la mitad par posteriores lanzamientos, y todas las fracciones son pases. Si ambos malabarean el mismo patrón (aunque desplazada en el tiempo), el patrón se llama siteswap social y sólo la mitad de la pauta debe ser escrito: <4p 3 | 3 4p> se convierte en 4p 3 y <4,5 3 3 | 3 4.5 3 > se convierte en 4.5 3 3.

### Otras extensiones
Se han propuesto varias mejoras en el sistema de siteswap y disfrutar de alguna utilidad.
- Siteswaps síncronos que cambian de bando: los patrones que se repiten en imagen especular se pueden abreviar con un *. Por ejemplo, en lugar de (4,2 x) (2x, 4) (patrón de caja de 3-bola), se puede escribir (4,2 x) *.
- En software, los archivos que describen los patrones pueden contener información adicional. En Joepass, cada lanzamiento se puede dar un retardo individual, permitiendo así la descripción de los ritmos irregulares.

## Programas
Hay muchos programas de ordenador libres disponibles que permiten simular patrones de malabarismo .
- Quantum Juggling simulator por Paul Klimek
- Juggling Lab animator - Un animador código abierto  escrito en Java que interpreta toda la sintaxis siteswap. También se puede incrustar como applet  en un sitio web .
- Jaggle - Otro animador siteswap basado en Java que utiliza gráficos en 3D para animar a los patrones. Tiene una lista de trucos predefinidos , soporta estilos para animar movimientos de la mano y permite que el patrón se reproduzca hacia atrás en el tiempo.
- Jongl - Este es un animador que está disponible para muchos sistemas operativos. Utiliza gráficos 3D para mostrar los trucos y también es capaz de mostrar patrones multimano.
- Realtime Juggler - Java applet que permite el cambio de la siteswap en tiempo real.
- JuggleMaster - código abierto animador escrito en C + + para Linux , Windows , Mac OS X , Solaris, y otros. versión Java  y versión JavaScript también están disponibles.
- JuggleSaver - Este es un salvapantallas gratuito que te muestra con precisión de malabares sitio -swaps en 3D. La versión para Windows se puede descargar en el sitio, las versiones para Mac y Linux están en el [ [ XScreenSaver ] ] del proyecto y la versión para Linux está incluido en muchas distribuciones de Linux.
- JoePass! Funciona en Windows , Macintosh y el Vino ( para Linux)
- iJuggle para iPad y iPhone.

## Otras lecturas
- Polster, Burkard (2003). The Mathematics of Juggling. New York [u.a.]: Springer. ISBN 0-387-95513-5. Consultado el 23 de agosto de 2012.

- Datos: Q1389933
- Multimedia: Juggling animations / Q1389933